# 5 Batalion Zaopatrzenia
5 Batalion Zaopatrzenia (5 bzaop) – samodzielny pododdział logistyczny Wojska Polskiego.
Batalion stacjonował w garnizonie Gubin. Powstał na bazie 48 Batalionu Transportowego i 19 Dywizyjnego Punktu Zaopatrzenia. Wchodził w skład 5 Saskiej Dywizji Pancernej, a następnie 5 Kresowej Dywizji Zmechanizowanej. Rozformowany do 31 grudnia 1998 roku.
15 stycznia 1999 dowódca Grupy Likwidacyjnej Jednostki Wojskowej Nr 1280, kapitan magister inżynier Grzegorz Woźniak złożył meldunek dowódcy Grupy Likwidacyjnej 5 Kresowej Dywizji Zmechanizowanej, pułkownikowi magistrowi inżynierowi Ryszardowi Szumskiemu o rozformowaniu 5 Batalionu Zaopatrzenia w Gubinie oraz przekazaniu do 73 Pułku Czołgów (sic!) Wojskowej Administracji Koszar Nr 72 i Klubu Garnizonowego Gubin.

## Dowództwo
Dowódcy:
- ppłk Czesław Kuraszkiewicz
- ppłk Marian Kujawski
- ppłk Zbigniew Goszcz
- ppłk Jerzy Matuszczak

Szefowie sztabu:
- mjr Marian Beniak
- mjr Marcinkiewicz
- mjr Maciej Kurkiewicz
- kpt. Jan Kisielewicz
- mjr Stefan Dąbrowski
- mjr Wiesław Grajek

## Struktura organizacyjna
Dowództwo i sztab
- dwie kompanie zaopatrzenia w amunicję
- kompania zaopatrzenia w mps
- pluton zaopatrzenia
- pluton zaopatrzenia technicznego
- drużyna zaopatrzenia żywnościowego i mundurowego
- piekarnia polowa
- łaźnia i pralnia polowa
- drużyna filtrów wody

## Przekształcenia
48 Batalion Samochodowo-Transportowy → 48 Batalion Transportowy  → 5 Batalion Zaopatrzenia